# 야마미 히로토
야마미 히로토(일본어: 山見 大登, 1999년 8월 16일~)는 일본의 축구 선수이다.

## 구단 경력
그는 2021년 J1리그의 감바 오사카에 입단했다. 2023년까지 40경기에 출전하여, 4득점을 넣었다. 2024년 도쿄 베르디로 이적했다.